# Parapelophryne scalpta
Parapelophryne scalpta es una especie de anfibio anuro de la familia de sapos Bufonidae. Es la única especie del género Parapelophryne. Es endémica del sur de la isla de Hainan (China). Habita bosques perennes. Está amenazada de extinción debido a la destrucción y degradación de su hábitat.